# یاکوپو رامپینی
یاکوپو رامپینی (ایتالیایی: Jacopo Rampini؛ زادهٔ ۱۷ اوت ۱۹۸۶) بازیگر، کارگردان نمایش و فیلم‌نامه‌نویس ایتالیایی-آمریکایی است. وی دانش‌آموختهٔ رشتهٔ ادبیات و فلسفه در دانشگاه سوربن است و سپس در رشتهٔ بازیگری در «آکادمی هنرهای دراماتیک» نیویورک تحصیل کرد.
از فیلم‌ها یا مجموعه‌های تلویزیونی که وی در آن‌ها نقش داشته است، می‌توان به مدیچی، تبصره۲۲، هالستون، فهرست سیاه، عشق عجیب است، قدیسان فراوان نیوآرک و چهاردهمین یکشنبه از روزگاری عادی اشاره نمود.